# Limoenvlinder
De limoenvlinder (Papilio demoleus) is een vlinder uit de familie van de pages (Papilionidae) en komt voor in het Oriëntaals en Australaziatisch gebied. 

## Kenmerken
De spanwijdte bedraagt 80 tot 100 millimeter.

## Verspreiding en leefgebied
Deze vlindersoort komt voor in Afghanistan, Myanmar, China, Indonesië, de Filipijnen en Australië.

## Waardplanten

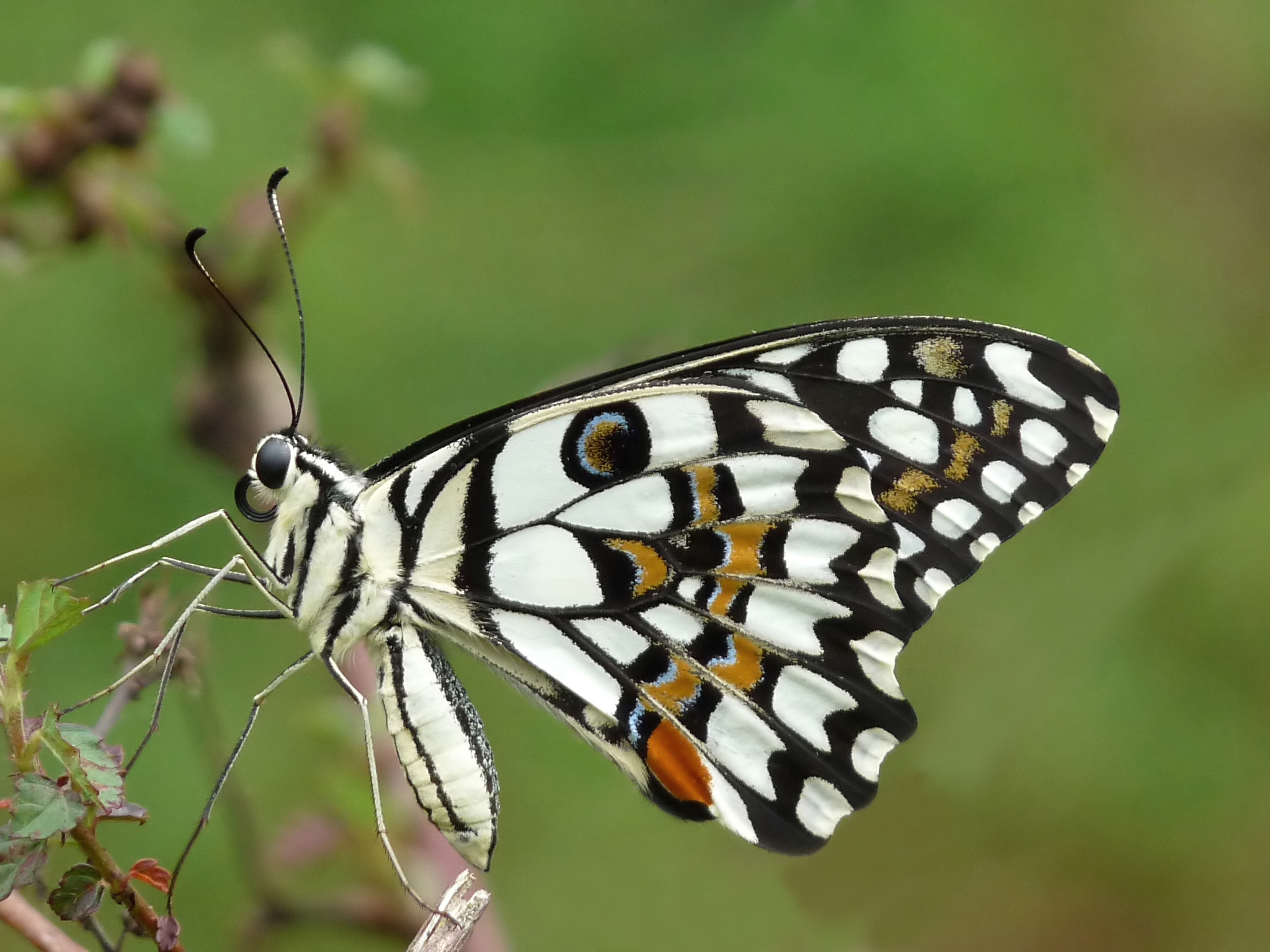
Limoenvlinder

De waardplanten van de rups zijn soorten van de geslachten Citrus en Psoralea. Omdat de limoen, uit het geslacht Citrus, in Zuidoost-Azië veel wordt geteeld om als garnering bij gerechten te gebruiken hebben de rupsen geen gebrek aan voedsel. Het is dan ook een algemeen voorkomende vlinder in die gebieden. Op de plantages kunnen de rupsen voor een ware plaag zorgen.

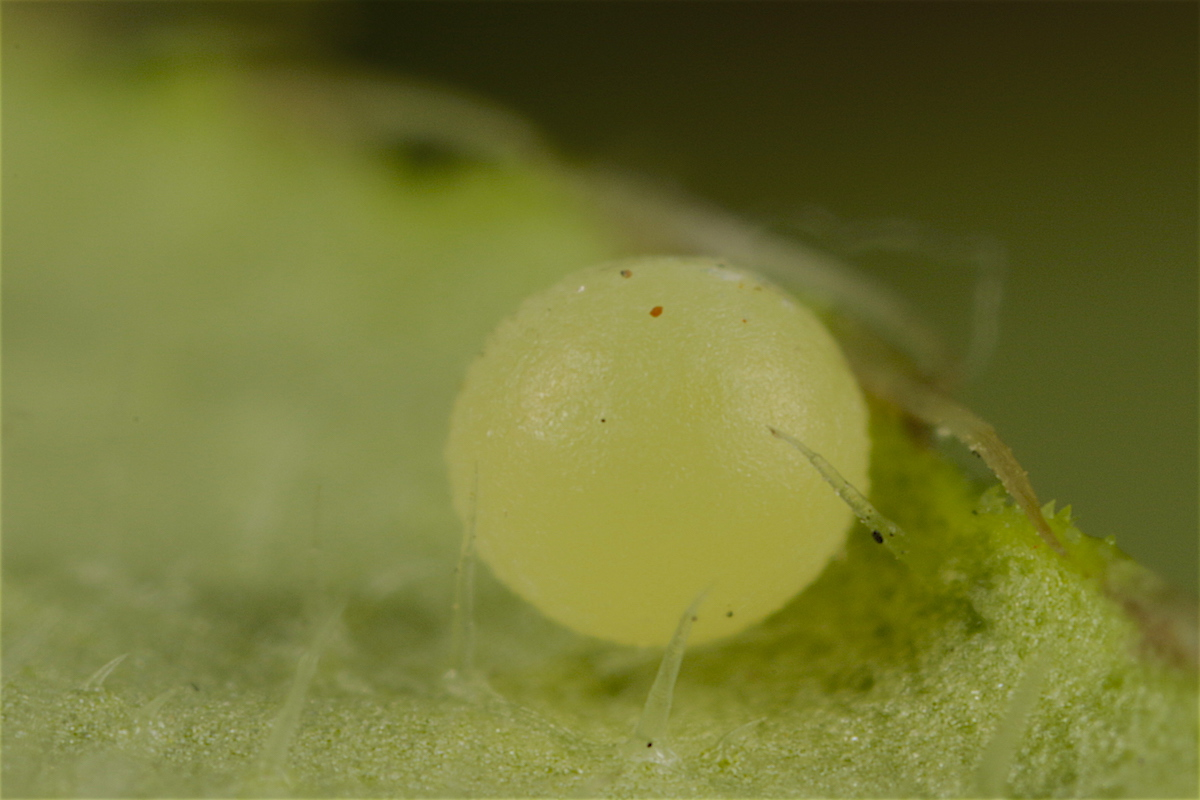
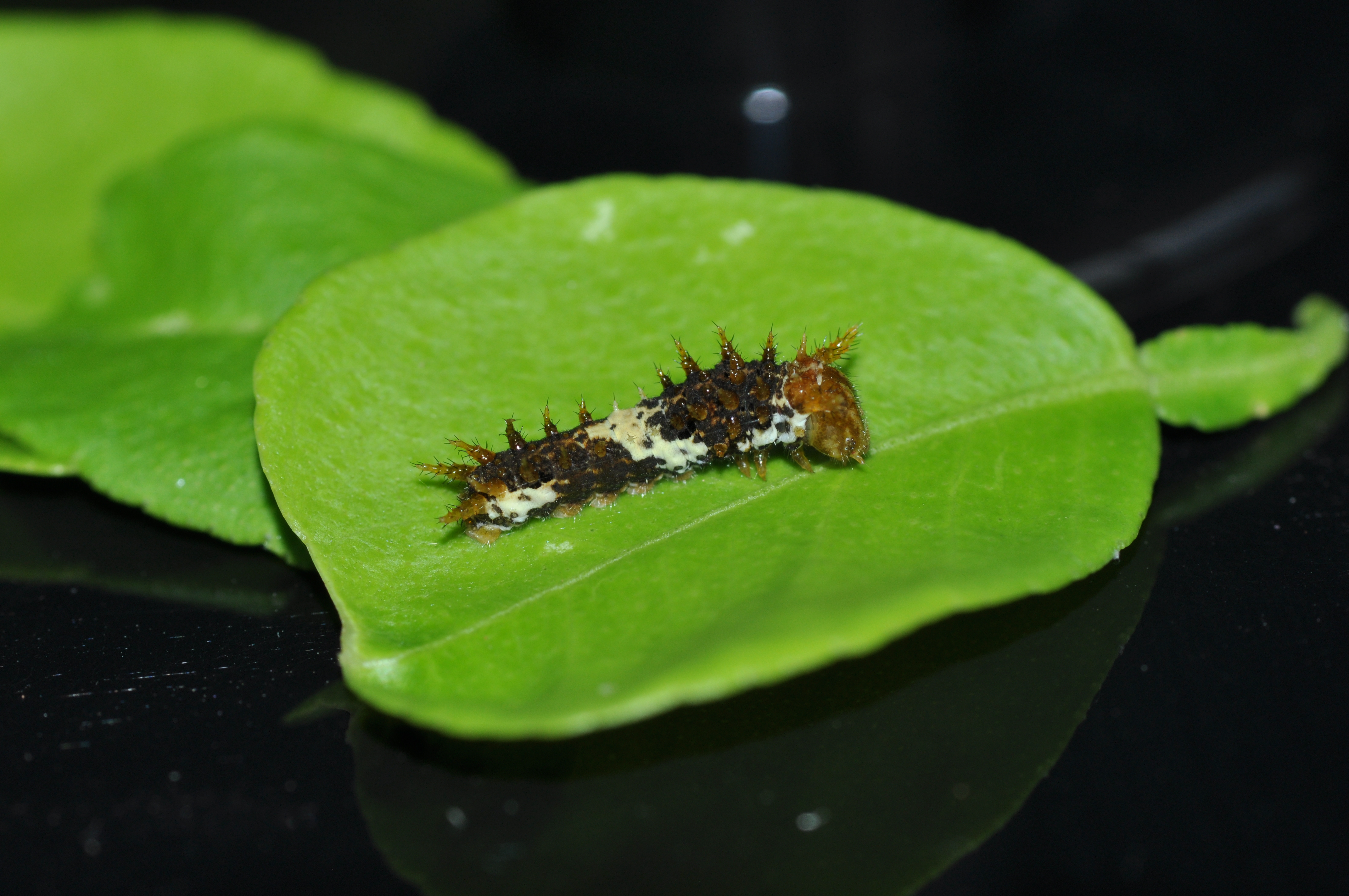
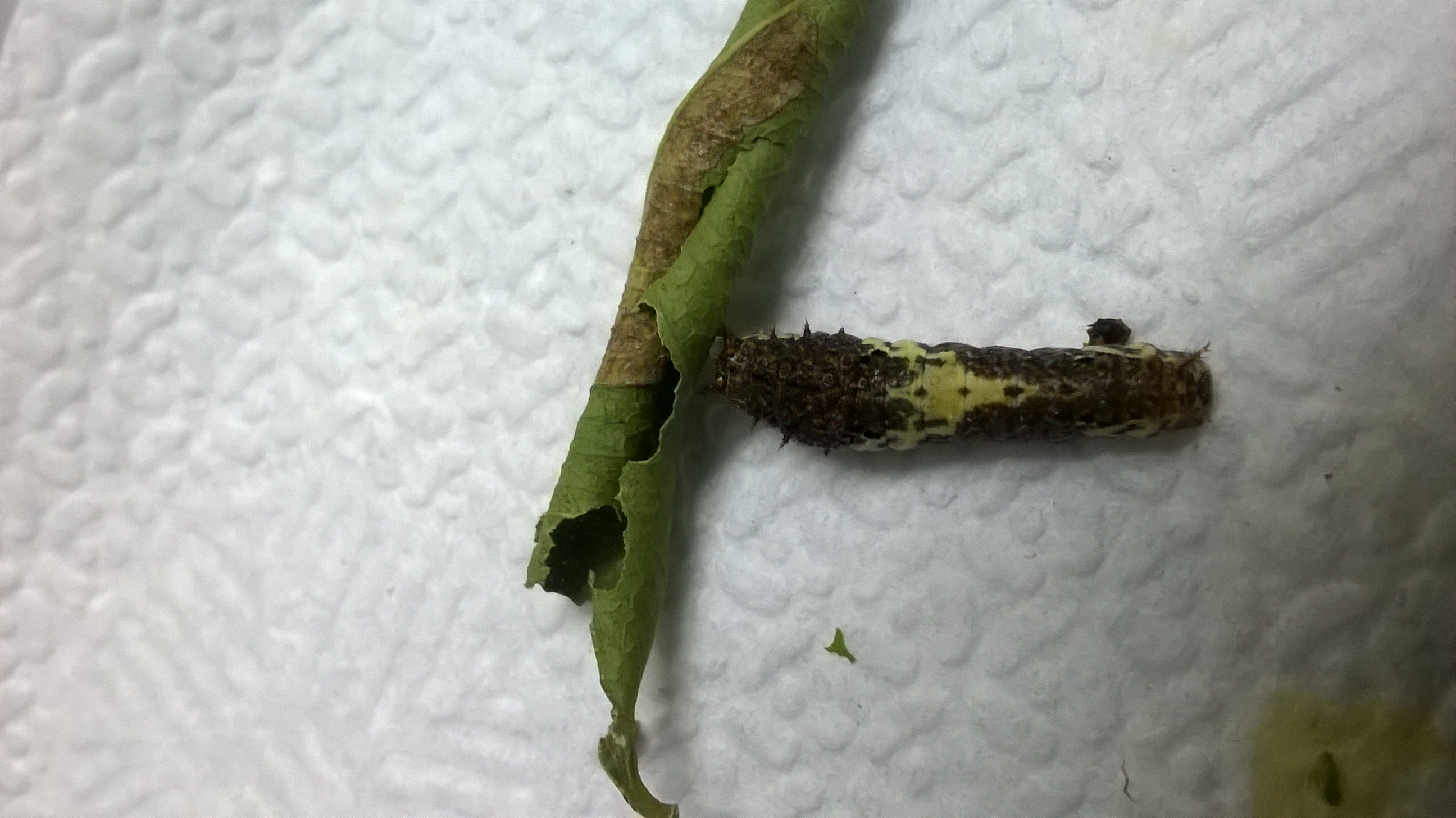
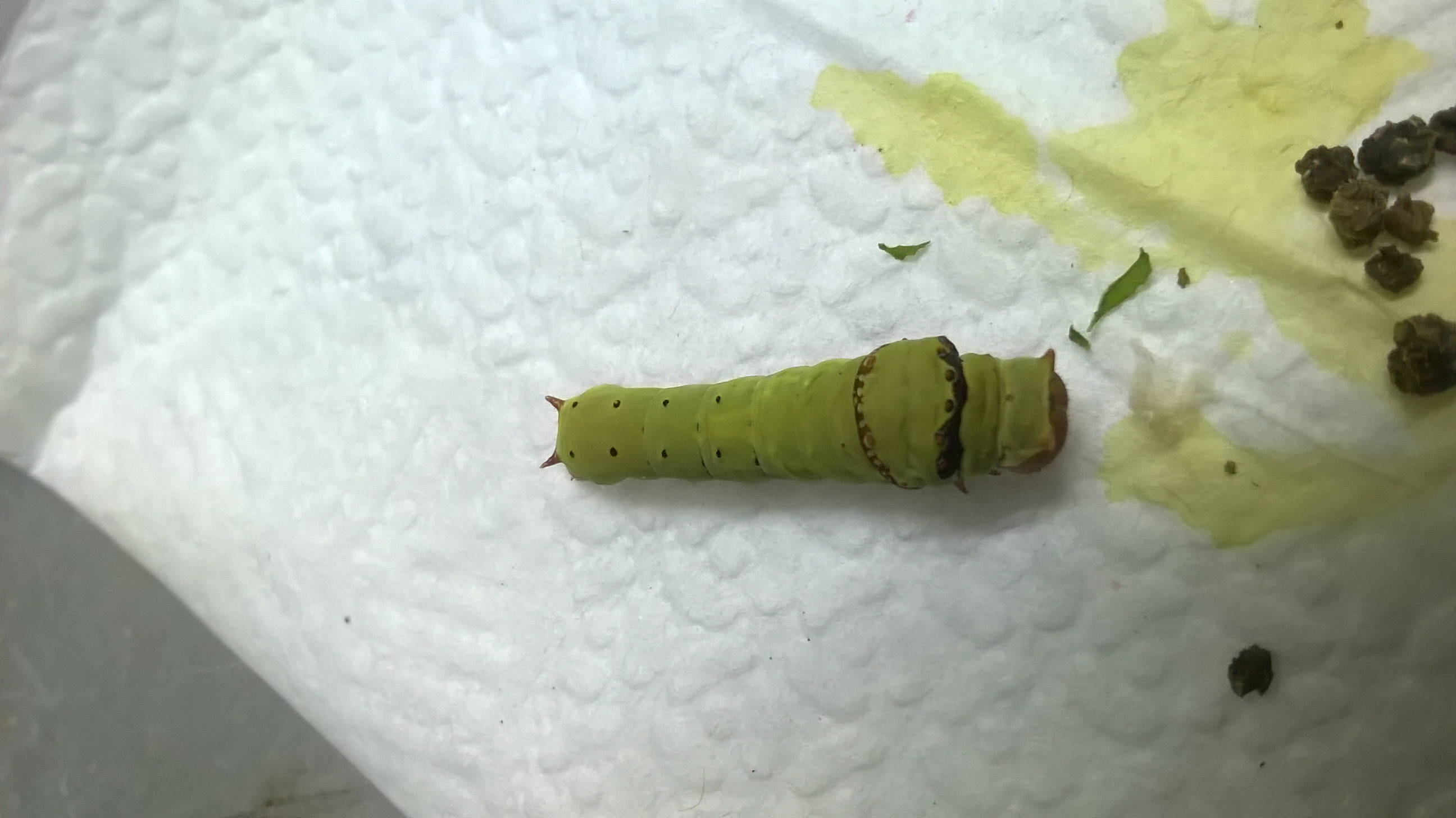
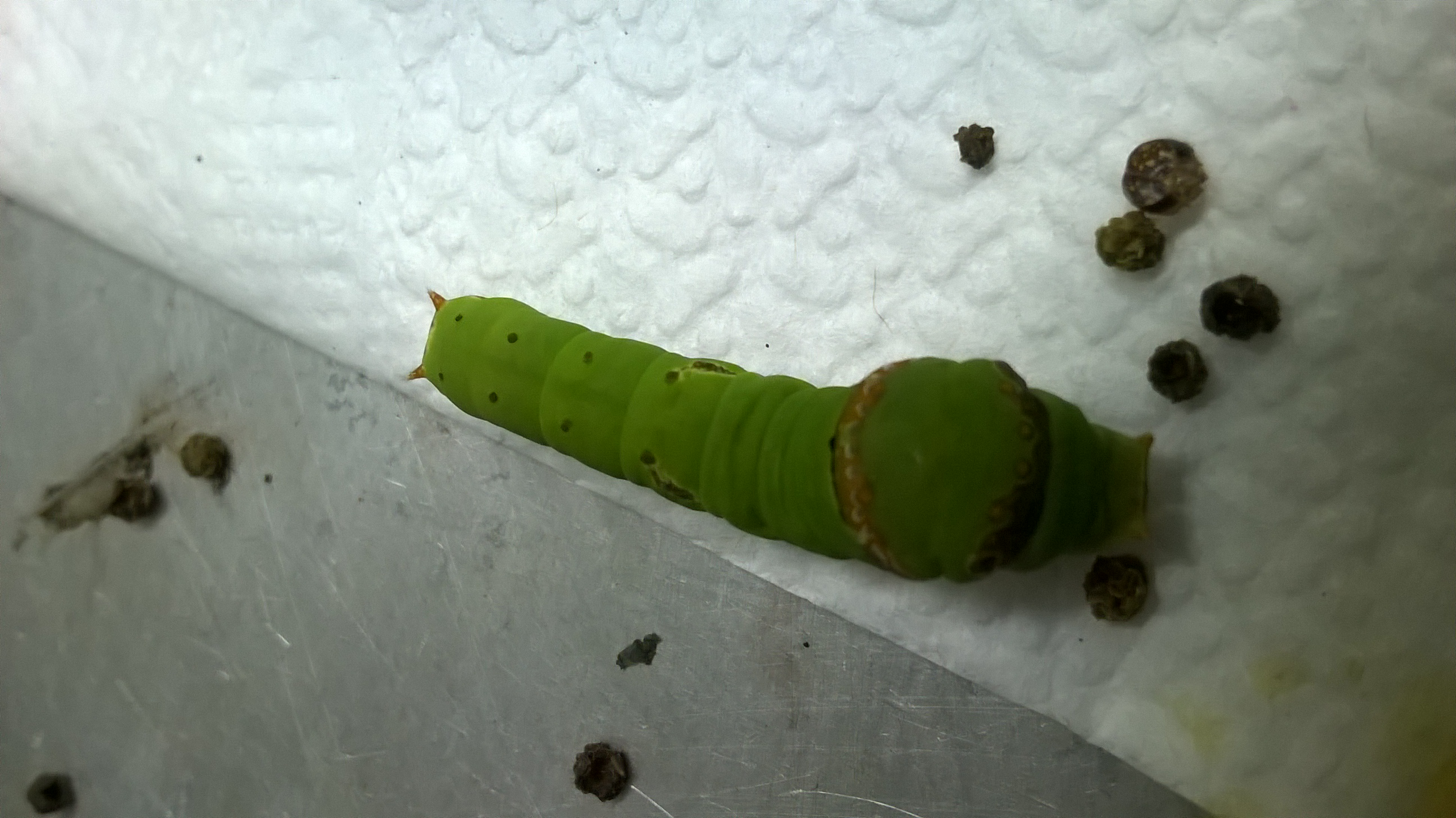
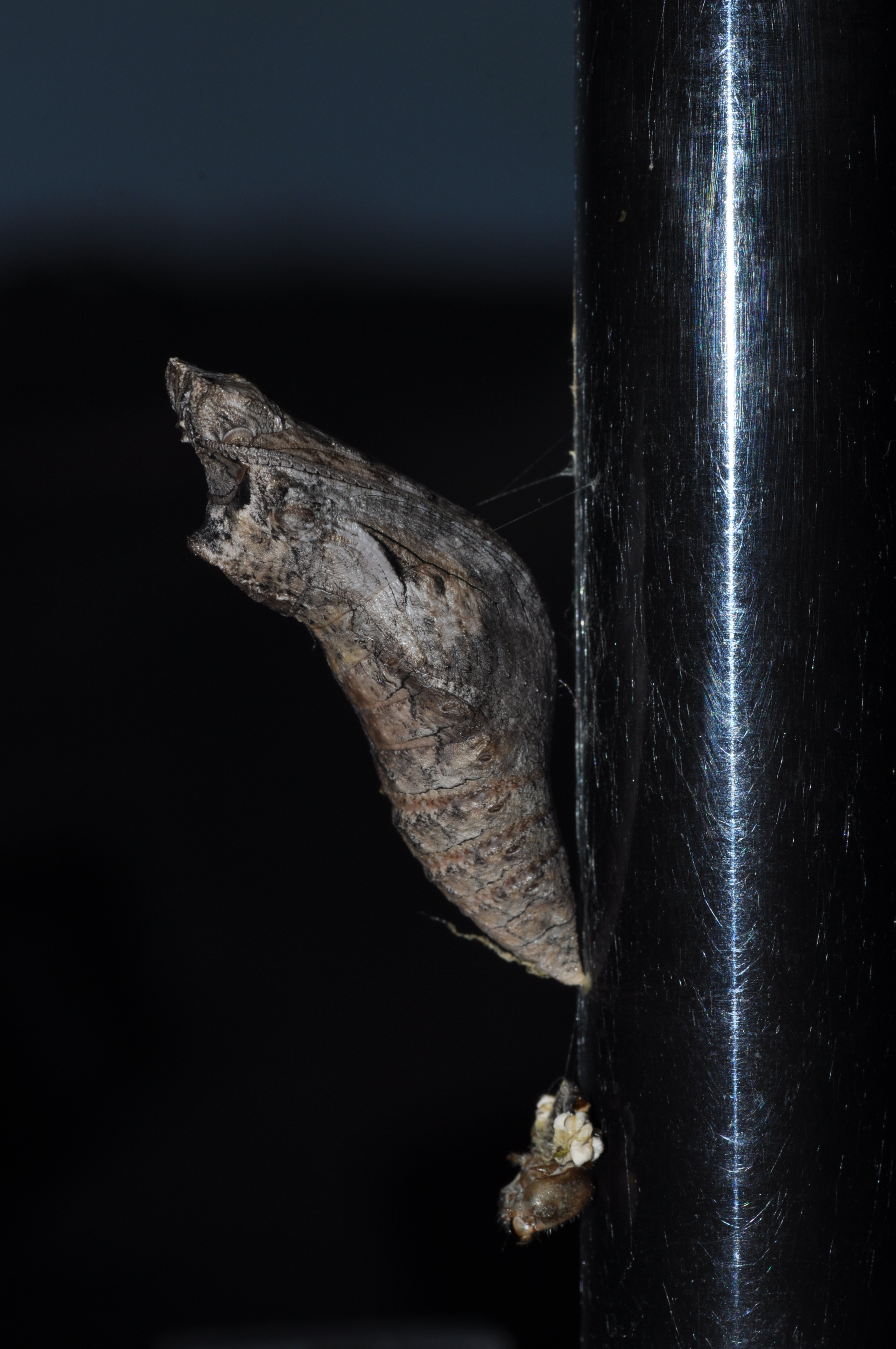